# نبيل أبو عبيد
نبيل محمود سليم أبو عبيد (1967- )  إعلامي أردني،  حاصل على درجة البكالوريوس في الصحافة والإعلام، تخصص إذاعة وتلفزيون من جامعة اليرموك عام 1988؛ وحاصل على درجة الماجستير في العلوم السياسية والعلاقات الدولية (الاتصال السياسي) من الجامعة الأردنية عام 1993.

## العمل
عمل أبو عبيد منذ عام 1986 في الصحافة والإعلام. ويشغل حالياً منصب المدير التنفيذي لشركة الفيصل للمحتوى الإعلامي، ومديراً لأكاديمية الخبراء للتدريب. ورئيساً تنفيذيا لمركز الفيصل للأبحاث والدراسات الاستراتيجية. كما يعمل كمذيع ومحرر رئيسي في مؤسسة الإذاعة والتلفزيون الأردنية.
عمل كمعد ومقدم ومخرج برامج وقارئ أخبار رئيسي في إذاعة المملكة الأردنية الهاشمية منذ عام 1986 وحتى الآن. معد ومقدم برامج تلفزيونية ومقدم برامج إخبارية في التلفزيون الأردني ( 1990 – 1994 )، وكبير المذيعين في إذاعة المملكة الأردنية الهاشمية عام ( 2006 ). مدير إذاعة عمان FM التابعة لمؤسسة الإذاعة والتلفزيون منذ عام 2006 وحتى عام 2011. مدير البرامج الأجنبية في إذاعة المملكة الأردنية الهاشمية (الإذاعة الإنجليزية والإذاعة الفرنسية) عام 2010. استشاري إعلامي أول لدى المجموعة العالمية للاستشارات المتميزة. استشاري إعلامي في مجالات الدعاية السياسية والحملات التسويقية. مشرف فني على دبلجة البرامج الوثائقية لقنوات الجزيرة والعربية وDW (التلفزيون الألماني). المشرف العام على البرامج الوثائقية في قناة الجزيرة أطفال سابقا. المشرف الفني على دبلجة مسلسلات الأطفال في قناة MBC 3 سابقاً.
كما عمل كمحاضر ومدرب في مجالات العمل الإعلامي معتمد من اتحاد إذاعات الدول العربية. مصمم ومنفذ دورات تدريبية في مجالات العمل الإعلامي. ومحاضر في مركز التدريب الإذاعي التابع لمؤسسة الإذاعة والتلفزيون. محاضر في المجلس الأعلى للإعلام – المملكة الأردنية الهاشمية سابقا.
كما شارك في إنتاج البرامج التعليمية لمرحلة التعليم الأساسي في مديرية المناهج / وزارة التربية والتعليم (الأردن) (1988 – 1994). وشارك في التعليق والإشراف الفني على آلاف الساعات التلفزيونية الوثائقية لمحطات تلفزيونية عديدة في العالم. كما شارك في عدد من المؤتمرات والمهرجانات.